# Émine (unité)
Pour les articles homonymes, voir Émine.
 (mai 2025).
Au Moyen Âge, l’émine est une mesure de volume de grains ; dans le comté de Bourgogne, le muid vaut 12 émines, et l'émine contient 30 livres, soit environ 20 litres.
L’éminage est un droit seigneurial sur les ventes de grains, aux halles notamment.